# Brusník
Cet article possède un paronyme, voir Brusnik.
Brusník (hongrois : Borosznok) est un village de Slovaquie situé dans la région de Banská Bystrica.

## Histoire
La première mention écrite du village date de 1327.

## Démographie

### Évolution de la population
| Année:               | 1994. | 2004.    | 2014.    | 2024.    |
| -------------------- | ----- | -------- | -------- | -------- |
| Nombre de personnes: | 99    | 89       | 119      | 107      |
| Différence:          |       | -10,10 % | +33,70 % | -10,08 % |

| Année:               | 2023. | 2024.   |
| -------------------- | ----- | ------- |
| Nombre de personnes: | 112   | 107     |
| Différence:          |       | -4,46 % |